# Allium alexandrae
Allium alexandrae — багаторічна трав'яниста рослина родини амарилісові (Amaryllidaceae), ендемік Киргизстану.

## Поширення
Ендемік Киргизстану.

## Ботанічний опис
Цибулини подовжено-яйцеподібні або майже циліндричні, діаметром 0,75–1,5 см, довжиною 2–6 см, зі шкірястими цільними оболонками, лише біля верхівки розірваними, з паралельним жилкуванням, прикріплені по кілька до косого кореневища. Стебло у висоту 20–30 см, до половини одягнене гладкими або шорсткими основами листя.
Листя в кількості 4–5, ниткоподібне, у ширину приблизно 0,5 мм, напівциліндричне, жолобоподібне, борознисте, гладке або шорстке, зазвичай коротше стебла.
Чохол невеликий з довгим носиком, іноді до трьох разів перевищує парасольку. Парасолька (зонтик) напівкуляста, небагатоквіткова, густа. Листочки оцвітини рожеві, з пурпурової жилкою, не гострі, завдовжки 4–5 мм, внутрішні довгасто-еліптичні, трохи довші і значно ширші зовнішніх довгасто-ланцетних. Нитки тичинок ледь коротші листочків оцвітини, на чверть між собою і з оцвітиною зрощені, зовнішні довгасто-шилоподібні, внутрішні в 3 рази ширші. Стовпчик не перевищує оцвітини.
Коробочка трохи коротша оцвітини.